# Немецкая церковь (Стокгольм)
Немецкая церковь (швед. Tyska kyrkan, нем. Deutsche Kirche) или Церковь Святой Гертруды (швед. Sankta Gertruds kyrka) — евангелическо-лютеранская церковь в районе «Старый город» (швед. Gamla stan) в центре Стокгольма.
Церковь располагается между улицами Тюска Бринкен, Свартмангатан и Престгатан. В Средние века этот квартал был населен преимущественно немцами, отсюда и название — «немецкая». Церковь освятили в честь святой Гертруды Нивельской (626—659), настоятельницы бенедиктинского монастыря Нивель в современной Бельгии и покровительницы путешественников.
В настоящее время приход церкви организационно входит в Церковь Швеции во внетерриториальный округ, включающий приблизительно около 2000 членов, живущих в Стокгольме. Богослужения на немецком языке проводятся каждое воскресенье в 11:00. Церковь открыта с 1 мая по 30 сентября: ежедневно от 11 до 17 ч. (вне богослужений).

## История
На месте ныне существующей церкви в XIV веке существовала Немецкая гильдия Святой Гертруды Нивельской. Она объединяла немецких торговцев, проживавших в Стокгольме, но на собрания гильдии так же часто приглашались шведские торговые партнёры. Со временем главное здание гильдии было решено перестроить в церковь, что и было сделано в 80-х гг. XVI в. К проекту были привлечены архитекторы фламандец Виллем Бой, голландец Хуберт де Беше и Ханс Якоб Кристлер, страсбургский мастер.
Несмотря на то, что в Стокгольме проживало большое количество немецких торговцев и мастеров, они не имели отдельного места для богослужений вплоть до 1558 года, когда король Густав I разрешил им проводить отдельные собрания на немецком языке, однако точное место, где они происходили неизвестно.
В 1571 году король Юхан III разрешил немецкоязычным горожанам Стокгольма сформировать отдельный приход, для которого приглашались бы пасторы из Германии. Первоначально собрания проходили в Церкви Риддархольмена, затем приходу в качестве места богослужений была определена часовня, построенная для финнов. В результате здание использовалось по очереди двумя общинами.

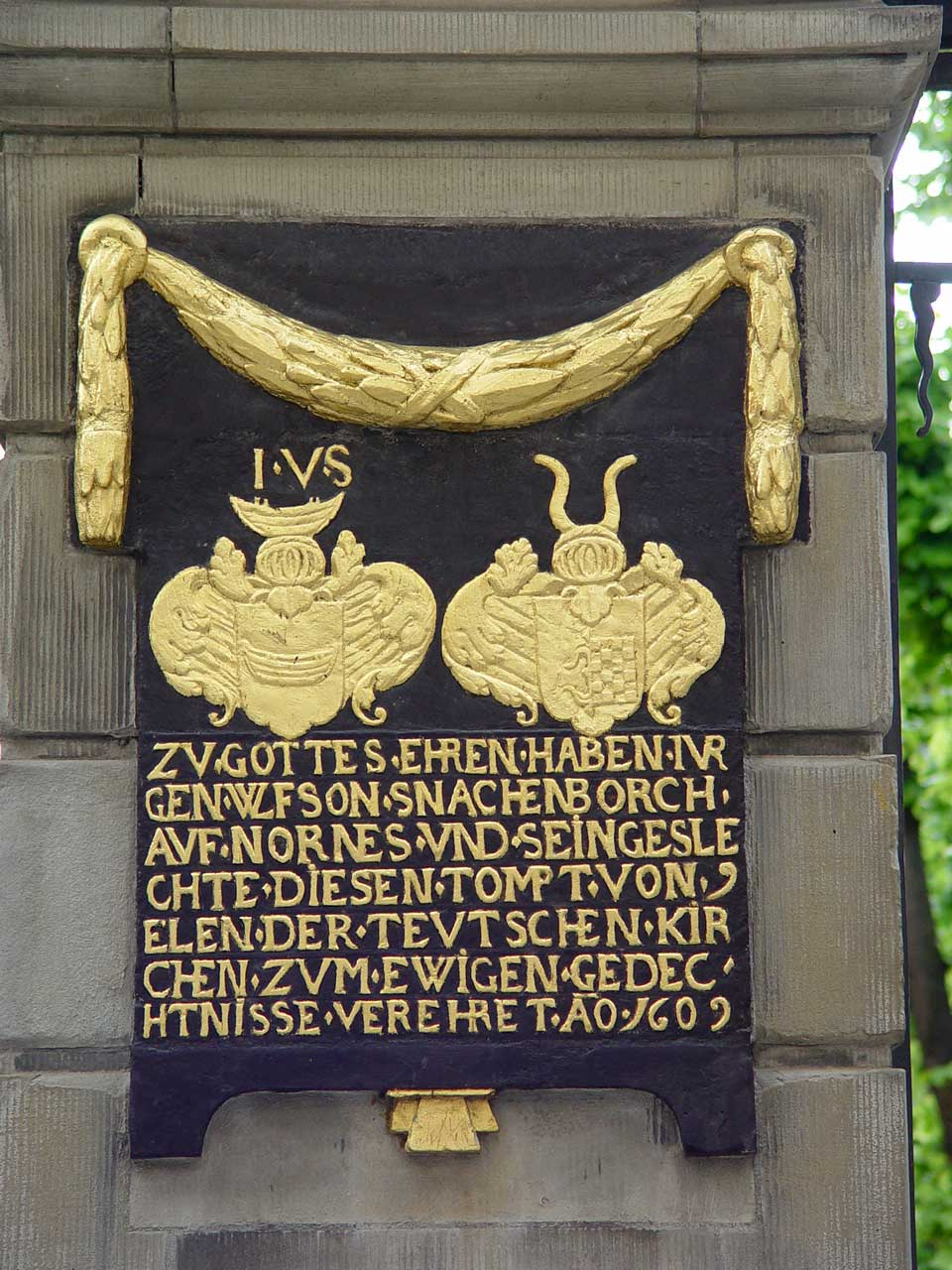
Левая часть восточных ворот

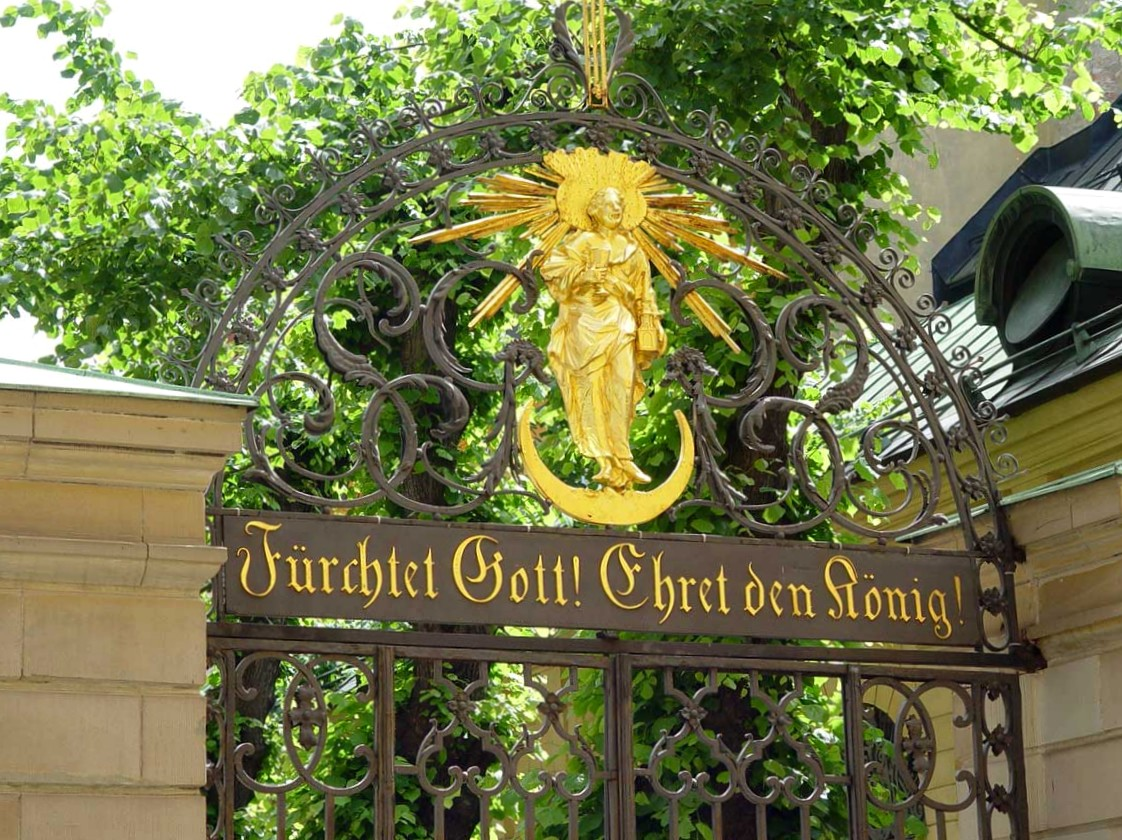
Северные ворота

В 1607 году король Карл IX передал здание исключительно немцам. В 1638—1642 гг. Ганс Якоб Кристлер расширил часовню до размеров ныне двухнефной существующей церкви. В течение XVII века, так как хор школы участвовал в королевских концертах, церковь стала важным центром духовная музыки Швеции. Крипта, строительство которой было начато в 1716 году, всё ещё используется приходом. К 1800 году немецкая конгрегация насчитывала всего 113 прихожан. В 1878 пожар разрушил колокольню, что вызвало потребность в её реконструкции.

## Архитектура

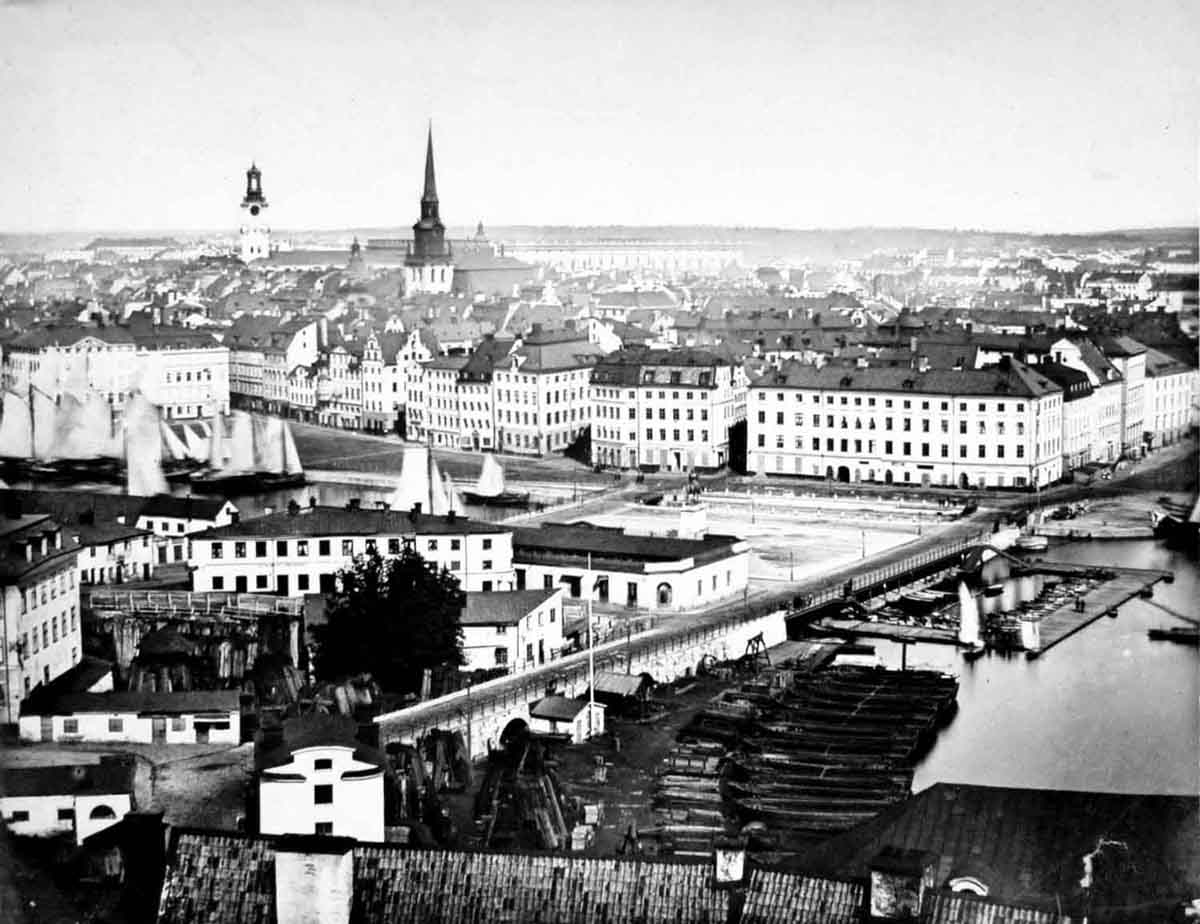
Старый шпиль. Фото 1865.

Кирпичный шпиль, верх которого покрыт медными листами, имеет высоту 86 метров. Современный шпиль был создан в 1878 году по проекту берлинского архитектора Юлиуса Карла Рашдорфа (1823—1914). Для украшения он использовал неоготические гаргульи — элемент, достаточно необычный в шведской архитектурной истории, но сегодня признанный как естественные особенности старого города.

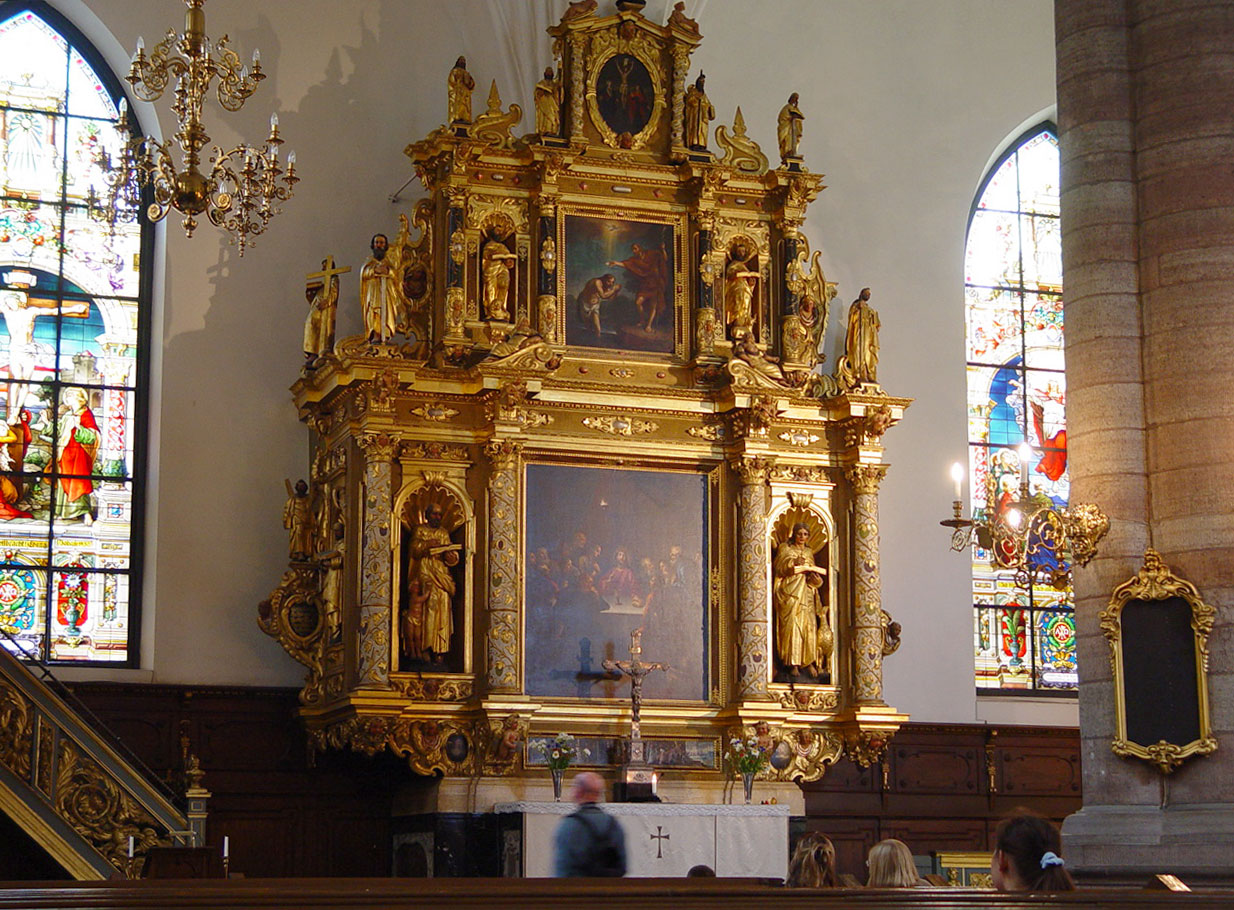
Алтарь

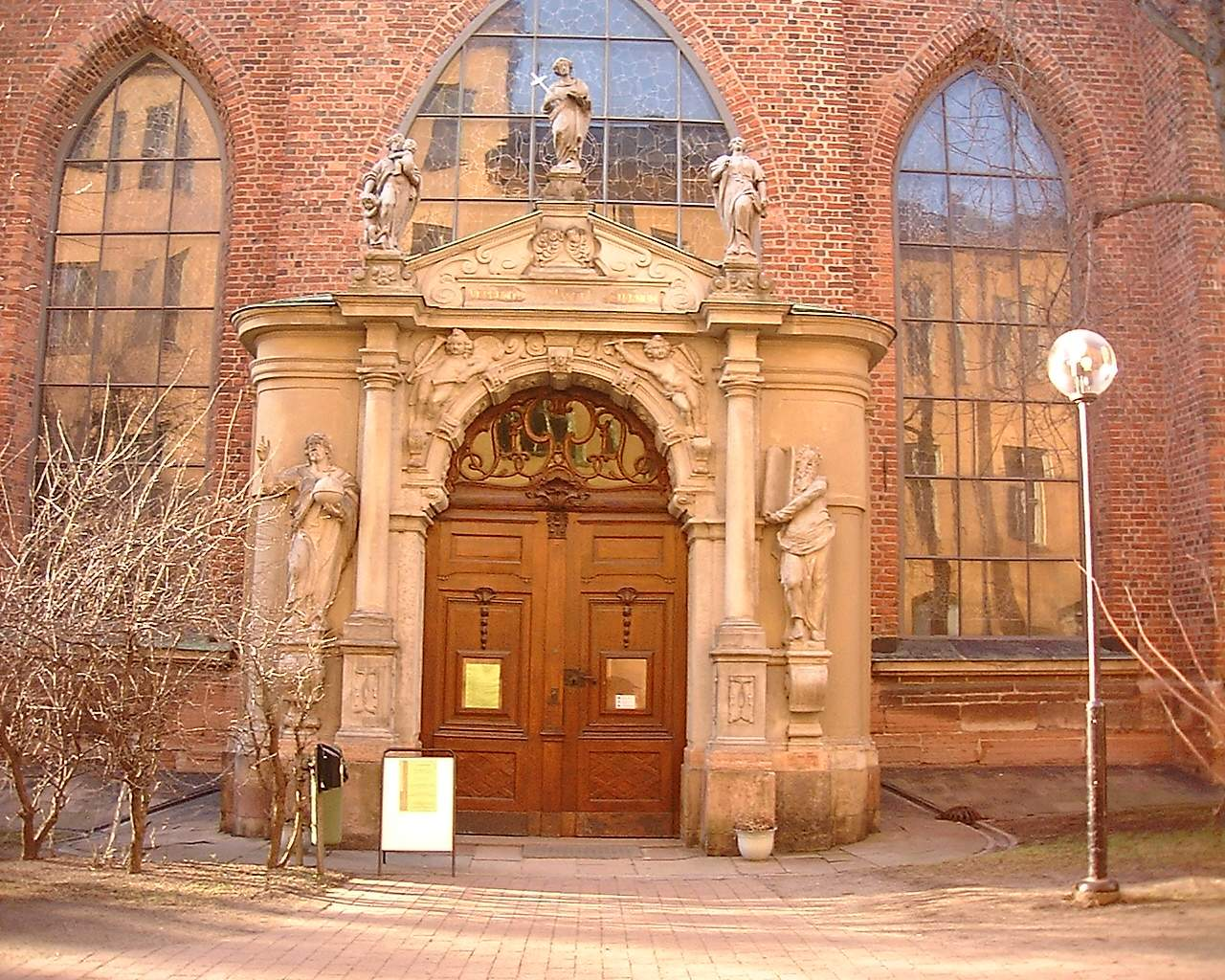
Южный портал

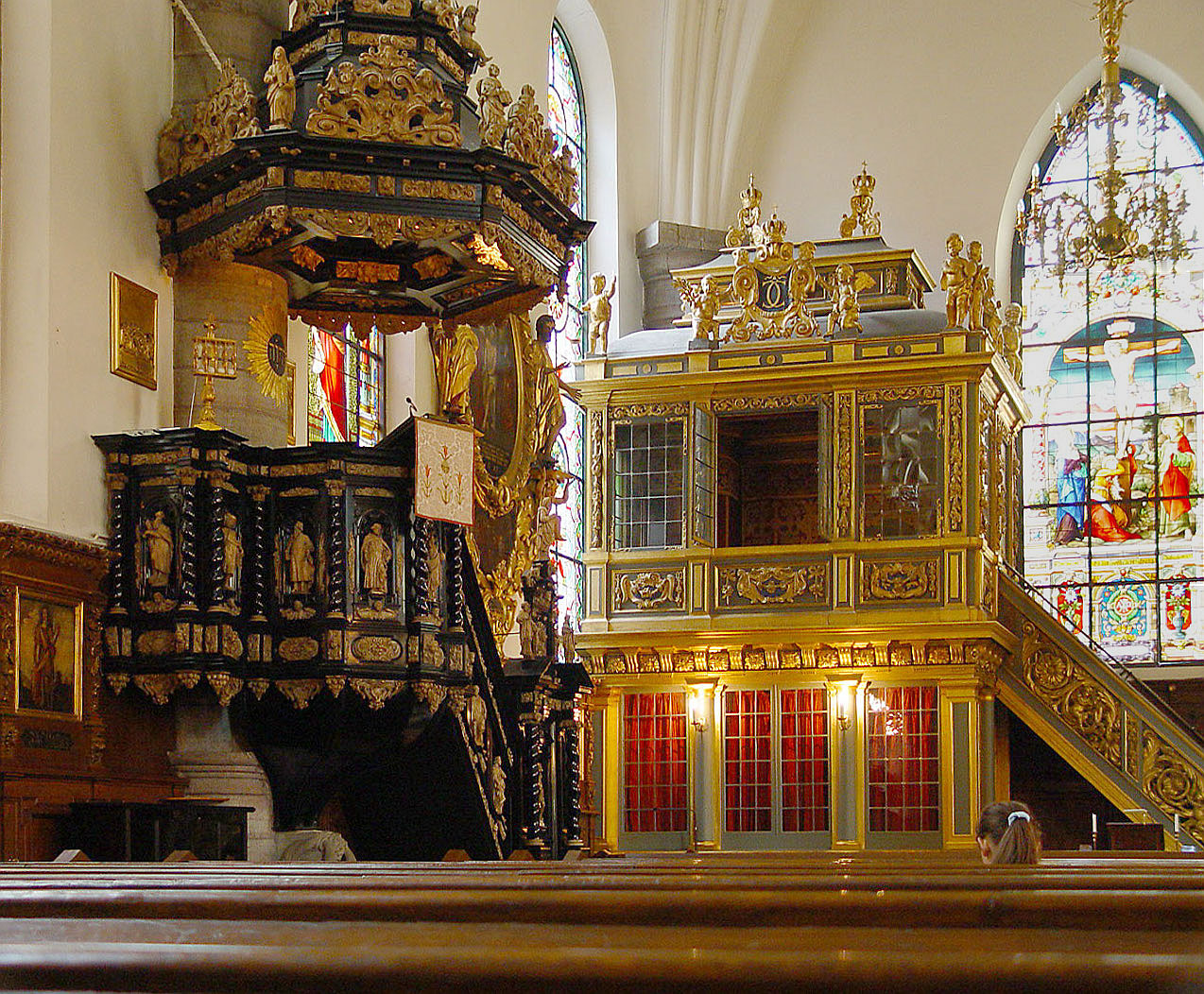
Кафедра и королевская часовня

Набор колоколов позволяет слышать звон в старом городе четыре раза каждый день: в 8:00 и 16:00 лютеранский гимн Восхвалим все Творца (швед. Nu tacka Gud, allt folk) на мелодию Иоганна Крюгера, а в полдень и 20:00 гимн Praise the Lord.
Северные ворота, выходящие на Тюска Бринкен, украшены изречением нем. Fürchtet Gott! Ehret den König! — Бойтесь Бога! Чтите короля!). Восточные ворота выходят на Свартмангатан. Южный портал, сделанный из песчаника, украшен статуями Иисуса и Моисея, что символизирует Новый Завет и Ветхий Завет, сопровождаемые Любовью, Надеждой, и Верой. Статуи были изготовлены в 40-х годах XVII в. Йостом Хенне из Вестафалии (впоследствии старшиной гильдии каменщиков Стокгольма).

### Интерьер
Интерьер церкви выполнен в стиле барокко, с большими окнами, пропускающими в здание много света, высокими сводами, украшенными ангельскими головами. Винные погреба гильдии все ещё находятся под мраморным полом. В атриуме есть окно с изображением Святой Гертруды, держащей в одной руке чашу и модель церкви в другой. Десятиметровый алтарь был создан Маркусом Хебэлем, мастером из Ноймюнстера, Шлезвиг-Гольштейн.
Так называемая королевская галерея, увенчанная монограммой короля Карла XI, была построена по проекту Никодемуса Тессина Старшего. Она украшена лепниной зелёного и золотистого цветов, скрывающей опорные конструкции. На галерею ведёт лестничный марш с изящной резьбой. Галерея использовалась представителями королевских семей, часто немецкого происхождения, во время посещениями ими проповедей.
Потолок украшает живопись Давида Клёккера-Эренстраля из Гамбурга, затем члена немецкого прихода Стокгольма. Нижняя часть галереи позже была застеклена, в настоящее время там находится ризница. Расписанные окна созданы в XX веке. Над входом в церковь имеется мемориальная доска в память о рестораторе Петере Генрихе Фурмане (умер в 1773 г.), одном из самых щедрых ктиторов церкви.